# Angélique és a szultán
Az Angélique és a szultán (eredeti cím franciául: Angélique et le Sultan) 1968-ban bemutatott színes francia-olasz-NSZK film.

## Cselekmény
Angélique hajóját kalózok támadják meg, és a csinos, fiatal nőt eladják Mikenez szultánjának háremébe. Peyrac gróf kalandos vállalkozásba fog, hogy kiszabadítsa feleségét.

## Szereplők
- Michèle Mercier – Angélique de Peyrac
- Robert Hossein – Jeoffrey de Peyrac
- Jean-Claude Pascal – Osman Ferradji
- Jacques Santi – Vateville
- Helmuth Schneider – Colin Paturel
- Roger Pigaut – Escrainville márki
- Ettore Manni – Jason
- Erno Crisa – török nagykövet
- Bruno Dietrich – Corlano
- Pasquale Martino – Savary
- Renato De Carmine – Jason
- Henri Cogan – Bolbec
- Aly Ben Ayed – szultán
- Manja Golec – rabnő
- Arturo Dominici – Mezzo Morte
- Christian Rode – Vivonne
- Sieghardt Rupp – Millerand
- Samia Sali – háremhölgy
- Claudio Previtera
- Gaby Mesée
- Vilma Lindamar
- Mohamed Kouka
- Mino Doro
- Mario Meniconi